# Liggecykel
Liggecykel er en fællesbetegnelse for en række cykeltyper, hvor cyklisten ligger mere eller mindre bagover. Ofte bruges den engelske betegnelse HPV, der betyder "Human Powered Vehicle", altså "menneskedrevet transportmiddel", selv om denne betegnelse er langt bredere. Tidligere sås sofacykel. En kabinecykel (også kaldet velomobil) har tre hjul.
Selv om denne cykeltype har været kendt omtrent lige så længe som den klassiske type, har den aldrig opnået nævneværdig udbredelse. Den primære årsag er formentlig, at cykelsporten tidligt har forbudt liggecykler i konkurrencer.
Liggecykler er to- eller trehjulede (sjældent firehjulede). Den tohjulede liggecykel fremstilles i to hovedtyper:
- Kort model, hvor kranken med pedalerne sidder over og foran forhjulet. Baghjulet kan være større end forhjulet. Styret, der normalt er i direkte forbindelse med kronrøret og forgaflen, kan være placeret over eller sjældnere under cyklistens ben.
- Lang model, hvor kranken er placeret mellem for- og baghjul. Forhjulet er normalt mindre end baghjulet. Styringen sker normalt gennem en stangforbindelse til et ekstra kronrør placeret længere tilbage på stellet. Også her kan styret være placeret over eller under benene.
- Pedaldrevne med kæde til for- eller baghjul. Forhjulstræk vinder frem, da det forenkler kædeføringen, især på lave liggecykler, hvor sædet sidder nede mellem hjulene.

Prisniveauet er tilsyneladende højt, men sammenlignes med en god racercykel er prisen den samme. En del liggecykler er helt eller delvist selvbyggede.